# Jeff Bezos
Jeffrey Preston "Jeff" Bezos, ursprungligen Jorgensen, född 12 januari 1964 i Albuquerque, New Mexico, är en amerikansk internetentreprenör, mest känd som grundare av och verkställande direktör (VD) och styrelseordförande för Amazon.com. Bezos blev under år 2020 den första personen i världen med en personlig förmögenhet på över 200 miljarder amerikanska dollar.

## Uppväxt och tiden före Amazon
Jeff Bezos föddes 1964 i Albuquerque som son till Theodore (Ted) Jorgensen och Jacklyn Gise.
Bezos föräldrar gick snart skilda vägar och 1968 gifte hans mor om sig med Mike Bezos, som invandrat till USA från Kuba och som adopterade honom. När Bezos biologiska far intervjuades inför boken The Everything Store sade han att han inte hade någon aning om vad som blivit av hans son. Efter att adoptivfadern hade tagit examen vid University of New Mexico flyttade familjen till Houston, Texas, där han började arbeta som ingenjör för Exxon och Jeff Bezos gick i grundskolan. Efter en tid flyttade familjen till Miami, Florida, där Bezos gick på Miami Palmetto High School. Medan Bezos gick i gymnasiet arbetade han på McDonald's under morgonskift.
Redan i tidig ålder visade Bezos intresse för teknik och utvecklade en tidig kärlek för datorer. Bezos gick ut gymnasiet som skolans toppstudent och valde att studera datavetenskap och elektroteknik vid Princeton University, varifrån han utexaminerades summa cum laude 1986. Han var också medlem i Phi Beta Kappa. Efter examen började Bezos att arbeta på Wall Street. Han erbjöds anställning på bland annat Intel, Bell Labs och Andersen Consulting. Han arbetade först på Fitel, ett fintech-start-up inom telekommunikation, där han arbetade med att bygga ett nätverk för internationell handel. Bezos befordrades sedan till chef för utveckling och chef för kundtjänst. Han övergick till bankbranschen när han blev produktchef på Bankers Trust. Han arbetade där från 1988 till 1990. 1990 blev han vice-VD på investmentfirman D.E. Shaw vid 30 års ålder. Fyra år senare lämnade han D.E. Shaw tillsammans med sin fru MacKenzie Scott för att starta företaget Amazon.com.

## Amazon
Jeff Bezos startade företaget i ett garage i Seattle med ett fåtal anställda och 16 juli 1995 publicerades webbsidan Amazon.com (namn efter den sydamerikanska floden). Företaget växte explosionsartat och 1997 börsnoterades Amazon.com. Initialt såldes endast böcker på webbsidan, men detta utökades senare till CD-skivor och video. Idag[sedan när?] har företaget även egna produkter som säljs på webbsidan. Bezos var 2016 en av världens 10 rikaste människor med en förmögenhet på 51 miljarder dollar enligt Forbes årliga lista över världens rikaste personer. Mellan 2017 och 2021 var Jeff Bezos världens rikaste person.
2013 köpte Jeff Bezos The Washington Post för 250 miljoner amerikanska dollar och var 1998 en av de första personerna att investera i Google.
I februari 2021 meddelade Bezos att han planerade att avgå som VD för Amazon under sommaren 2021 och lämna över posten till Andy Jassy.

## Blue Origin
År 2000 startade Bezos företaget Blue Origin, ett rymdfärdsföretag med det kortsiktiga målet att göra det billigt att kunna transportera människor högt upp i jordens atmosfär för att rekreativt uppleva tyngdlöshet.
Den 20 juli 2021 gjorde han den första bemannade flygningen med företagets New Shepard-raket. Flygningen kallades Blue Origin NS-16.

## Privatliv
År 1993 gifte sig Jeff Bezos med MacKenzie Bezos. Makarna fick fyra barn: tre söner och en dotter adopterad från Kina. I början på 2019 meddelade paret att de skulle skiljas efter att ha varit separerade en längre tid.
2025 gifte sig Bezos med Lauren Sánchez i ett mycket påkostat och uppmärksammat bröllop i Venedig. Bröllopet orsakade protester från Venedigborna som menade att Bezos och Sánchez använde staden som en kuliss och ökade problemen som Venedig har med massturism. Bröllopet väckte även protester mot den klimatpåverkan det hade då många gäster kom med privatjet.